# RR-311
A  RR-311 é um projeto de rodovia brasileira do estado de Roraima. Essa estrada, uma vez construída, sairia da RR-344 com destino ao Pelotão Especial de Fronteira de Uiaicás, do Exército Brasileiro.
Projetada para região Noroeste do estado, atenderia aos municípios de Alto Alegre, Amajari e Iracema. A rodovia cruzaria a terra indígena Yanomami.